# شهرستان بالچیک
شهرستان بالچیک (به بلغاری: Balchik Municipality) یک شهرستان در بلغارستان است که در استان دوبریچ واقع شده‌است. شهرستان بالچیک ۵۲۳ کیلومتر مربع مساحت و ۲۱٬۸۳۲ نفر جمعیت دارد.